# إيما هولتن
إيما هولتن (بالسويدية: Emma Holten؛ بالدنماركية: Emma Holten) هي محاضرة وناشطة حقوق الإنسان وصحفية سويدية ودنماركية، ولدت في 1991.